# Gunnarskog
Gunnarskog est une localité située dans la commune d'Arvika dans le comté de Värmland en Suède.
Sa population était de 258 habitants en 2019.